# Обикновен паяжинник
Обикновеният паяжинник (Cortinarius trivialis) е вид базидиева гъба от семейство Cortinariaceae.

## Описание
Шапката достига до 12 cm в диаметър. В ранна възраст е полукълбовидна с подвит навътре ръб, обикновено с малка гърбица в средата, а в напреднала възраст е дъговидно извита или плоска, понякога с повдигнат нагоре ръб и вълновидно нагъната. Кожицата е слизеста във влажно време и охрено-маслинена, жълто-кафява, охрено-канелена на цвят, докато в сухо време е леко лъскава и избледняваща до сламеножълта. Пънчето е сравнително дълго (до 10 cm), цилиндрично, стройно, с дебело паяжинно покривало, като при влажни условия е слизесто. Под шапката е белезникаво на цвят, а по-надолу има едри светлокафяви люспици. Месото е тънко, на цвят белезникаво до кремаво и няма характерен вкус или мирис. Макар да няма консенсус относно годността на тази гъба за консумацията, повечето гъбари я считат за неядлива.

## Местообитание
Среща се сравнително често през август – октомври, като расте поединично или на малки групи в широколистни гори, най-често под трепетлика и дъб.